# Mixotricha paradoxa
Mixotricha paradoxa (лат.) — вид одноклеточных эукариотических организмов (протистов), единственный в роде Mixotricha. Представители вида содержат многочисленных эндосимбионтов бактериальной природы и, в свою очередь, сами являются симбионтами термита Mastotermes darwiniensis, обитая в его кишечнике. Описан австралийским биологом Джин Л. Сазерленд (Jean L. Sutherland) в 1933 году. Название вида означает "парадоксальное существо со смешанными волосками".

## Многоуровневый симбиоз
M. paradoxa живёт в кишечнике Mastotermes darwiniensis и разлагает целлюлозу из его пищи до соединений, которые термит может усвоить.
Обладая четырьмя жгутиками, M. paradoxa для движения, тем не менее, использует 250 000 клеток бактерии Treponema spirochetes, а также 200 более крупных Canaleparolina darwiniensis, имеющих вытянутую, спиралевидную форму и прикреплённых к поверхности протиста. M. paradoxa лишена митохондрий: их функции берут на себя аэробные бактерии, живущие внутри её клетки.
Всего M. paradoxa имеет 4 эндосимбионта и являются важнейшим организмом при изучении симбиогенеза.

## Жизнедеятельность
Как минимум, один из эндосимбионтов разлагает целлюлозу и лигнин (в больших количествах присутствуют в поедаемой термитами древесине) на более простые органические соединения. Целлюлоза превращается в глюкозу, та в свою очередь в ацетат. Лигнин прямо превращается в ацетат. Ацетат, вероятно, позже поглощается термитом.
Одним из побочных продуктов синтеза является молекулярный водород.